# Helen Maroulis
Helen Louise Maroulis (Rockville, 19 settembre 1991) è una lottatrice statunitense, campionessa olimpica nella lotta libera categoria 53 kg ai Giochi di Rio de Janeiro 2016.
È stata la prima donna statunitense a vincere una medaglia d'oro olimpica nella lotta.
Ha vinto il bronzo nelle due successive edizioni dei Giochi di Tokyo 2020 e Parigi 2024, entrambi nella categoria fino a 57 kg.
In carriera vanta anche tre ori, due argenti e due bronzi mondiali, un oro ai Giochi panamericani e due ori ed un bronzo ai campionati panamericani.

## Palmarès
- Giochi olimpici

Rio de Janeiro 2016: oro nella lotta libera 53 kg.
Tokyo 2020: bronzo nella lotta libera 57 kg.
Parigi 2024: bronzo nella lotta libera 57 kg.
- Campionati mondiali

Canada 2012: argento nei 55 kg
Tashkent 2014: bronzo nei 55 kg
Las Vegas 2015: oro nei 55 kg
Parigi 2017: oro nei 58 kg
Oslo 2021: oro nei 57 kg;
Belgrado 2022: argento nei 57 kg.
Belgrado 2023: bronzo nei 57 kg.
- Giochi panamericani

Guadalajara 2011: oro nei 55 kg.
- Campionati panamericani di lotta

2009: bronzo nei 55 kg.
2012: oro nei 55 kg.
2024: oro nei 57 kg.